# Cantone di Terrasson-Lavilledieu
Il Cantone di Terrasson-Lavilledieu è una divisione amministrativa dell'arrondissement di Sarlat-la-Canéda.
A seguito della riforma approvata con decreto del 21 febbraio 2014, che ha avuto attuazione dopo le elezioni dipartimentali del 2015, è passato da 16 a 28 comuni.

## Composizione
I 16 comuni facenti parte prima della riforma del 2014 erano:
- La Bachellerie
- Beauregard-de-Terrasson
- La Cassagne
- Châtres
- Chavagnac
- Coly
- Condat-sur-Vézère
- La Dornac
- La Feuillade
- Grèzes
- Le Lardin-Saint-Lazare
- Pazayac
- Peyrignac
- Saint-Rabier
- Terrasson-Lavilledieu
- Villac

Dal 2015 i comuni appartenenti al cantone sono i seguenti 28:
- Archignac
- Borrèze
- Calviac-en-Périgord
- Carlux
- Carsac-Aillac
- La Cassagne
- Cazoulès
- Chavagnac
- Coly
- Condat-sur-Vézère
- La Dornac
- La Feuillade
- Grèzes
- Jayac
- Nadaillac
- Orliaguet
- Paulin
- Pazayac
- Peyrillac-et-Millac
- Prats-de-Carlux
- Saint-Crépin-et-Carlucet
- Saint-Geniès
- Saint-Julien-de-Lampon
- Sainte-Mondane
- Salignac-Eyvigues
- Simeyrols
- Terrasson-Lavilledieu
- Veyrignac